# Yaroslav Antonov
Yaroslav Viktorovich Antonov (em russo:  Ярослав Викторович Антонов; Obninsk, 10 de janeiro de 1963) é um ex-jogador de voleibol da Rússia que competiu pela União Soviética nos Jogos Olímpicos de 1988.
Em 1988, ele fez parte do time soviético que conquistou a medalha de prata no torneio olímpico, no qual atuou em todas as sete partidas.

## Ligações Externas
- «Perfil no Sports-Reference» (em inglês)